# Operacja Game Warden
Operacja Game Warden – operacja wojskowa US Navy podczas wojny wietnamskiej, mająca na celu uniemożliwienie działań Vietcongu na obszarze delty Mekongu. Operacja została przeprowadzona między grudniem 1965 a grudniem 1970 roku.

## Tło wydarzeń
We wrześniu 1965 roku szef operacji morskich David L. McDonald, głównodowodzący Dowództwa Pacyfiku Ulysses S. Grant Sharp, głównodowodzący Floty Pacyfiku Roy L. Johnson oraz przedstawiciele Naval Advisory Group i Military Assistance Command, Vietnam orzekli, że trwająca od kilku miesięcy operacja „Market Time”, wykonywana przez grupę zadaniową Coastal Surveillance Force (Task Force 115), choć skutecznie powstrzymuje działania Vietcongu na morzu, nie przynosi rezultatów na wodach śródlądowych w rozległej delcie Mekongu.
18 grudnia 1965 roku Norvell G. Ward, przewodniczący Naval Advisory Group powołał River Patrol Force (Task Force 116), której celem było patrolowanie szlaków wodnych na obszarze delty w celu zablokowania podejmowanych przez Vietcong działań o charakterze logistycznym i wojskowym. Operacja wykonywana przez grupę zadaniową otrzymała kryptonim „Game Warden” (z ang. „strażnik łowiecki”).

## Przebieg
Pomiędzy grudniem 1965 a marcem 1966 do obszaru działań sprowadzono łodzie patrolowe Patrol Boat, River (PBR), przy użyciu których wojska amerykańskie przemierzały deltę rzeczną, operując z zakotwiczonych u ujścia okrętów desantowych typu LST oraz z  instalacji nabrzeżnych. Do wykonywanych przez nie zadań należała inspekcja napotkanych jednostek nawodnych, egzekwowanie godziny policyjnej, przeprowadzanie ataków na łodzie i przystanie Vietcongu, zapewnianie wsparcia oddziałom na lądzie, a także transport oddziałów US Navy SEALs prowadzących w regionie akcje wywiadowcze oraz dywersyjne.
W marcu 1966 roku łodzie trałowe rozpoczęły także rozminowywanie kluczowego szlaku żeglugowego prowadzącego do Sajgonu.
W 1967 roku w rejon skierowano 24 śmigłowce UH-1B Iroquois, tworzące Helicopter Attack Light Squadron 3, stacjonujące na okrętach LST. Od kwietnia 1969 roku dodatkowe wsparcie z powietrza zapewniały samoloty OV-10 Bronco, wchodzące w skład Navy Attack Light Squadron 4.
W 1968 roku grupa zadaniowa River Patrol Force (Task Force 116) została połączona z Coastal Surveillance Force (Task Force 115) oraz Mobile Riverine Force (Task Force 117), tworząc Task Force 194, przeprowadzając od tej pory działania w ramach operacji „Sealords”. W tym samym roku rozpoczęto stopniowe przekazywanie sprzętu uczestniczącego w operacji „Game Warden” południowowietnamskiej marynarce wojennej. W grudniu 1970 roku nastąpiło rozwiązanie Task Force 116.

## Rezultaty
Operacja zakończyła się operacyjnym sukcesem USA i Wietnamu Południowego. Zabezpieczono rozległe, śródlądowe szlaki wodne Wietnamu Południowego, a flotylla rzeczna Vietcongu została zdziesiątkowana.